# Liga Mundial de Cricket
A Liga Mundial de Cricket é um torneio de jogos internacionais de críquete que acontece em um só dia, entre as seleções nacionais, sem status dos antigos jogos de teste de quatro dias, administrado pelo Conselho Internacional de Críquete. Associados e afiliados membros da ICC são elegíveis para competir nas diversas divisões de ligas de críquete. Além disso, esse sistema permite que todos possam subir de divisão e chegar à mesma dos países associados ou ODI.
Esse sistema liga tem dois objetivos principais: fornecer um sistema de qualificação para a Copa do Mundo, que pode ser acessado por todos os membros associados e afiliados da ICC, e também é uma oportunidade para estes lados a desempenhar um dia internacional de jogos contra equipes de normas semelhantes.
Quando começou o ICC Cricket World League 2007-09, as equipes foram divididas em divisões de base no seu desempenho nos torneios de qualificação para a Copa do Mundo de 2007, as seis equipes inicial na Division One foram as equipas que se classificaram para a Copa do Mundo de 2007. A primeira série começou com eliminatórias regionais e uma Primeira Divisão em 2007, e terminou com o ICC 2009 da Copa do Mundo. Nesta fase, houve apenas cinco divisões. Já na segunda vez que foi disputada a World Cricket League foram criadas mais três divisões adicionais.

## Estrutura da Liga
A liga inicial começou em 2007, com sete vitórias em cinco divisões globais, baseado em rankings mundiais anteriores. Esta foi ampliada em oito divisões separadas para a edição 2009-13. No primeiro ciclo, o número de equipes de cada torneio variou de seis a doze anos.
Com o advento do segundo ciclo, o número de equipes tinham regularizado a seis para cada divisão da World League. Com exceção é a menor divisão da Divisão 8, no qual oito equipes disputam a competição ao invés de seis. O final de cada ciclo, o da Copa do Mundo, contém doze equipes, pois é uma combinação das Divisões 1 e 2.
A maioria das divisões funciona nesse sistema, jogam seis equipes em cada divisão e duas equipes serão promovidas, duas rebaixados e duas permanecem na mesma divisão para a próxima edição, dois anos depois. Apenas a Divisão 8 foge essa regra. Pois embora duas equipes são promovidos, apenas um continua a queda de cinco e inferior do sistema. Eles são substituídos por cinco equipes dos recentes acontecimentos regionais para o próximo.
No final de cada ciclo, o da Copa do Mundo é jogado com o topo de doze equipes. De acordo com os resultados, os seis primeiros qualificam para a Divisão 1 do ciclo seguinte. As equipas que terminarem décima-sétima neste torneio proceder à Divisão 2, e os dois inferiores são relegados a Divisão 3. Equipes na divisão 1 ganhar status ODI e os quatro primeiros qualificar para a Copa do Mundo de Críquete. Além disso, não há nenhuma promoção ou rebaixamento das equipes assim permanecer até a próxima Copa do Mundo é jogado.
Torneios regionais, que atuou como qualificadores para as divisões inferiores do primeiro ciclo da Liga Mundial, e continuam a fazê-lo para a divisão em 8 ciclos subseqüente, são administrados por cinco federações que promove as chamadas: Regiões de Desenvolvimento do Cricket: África, Américas, Ásia, Leste da Ásia-Pacífico e Europa.

## Nações Associadas e ODI
No final de 2005, o Conselho Internacional de Críquete classificou os não top-nações Test 11-30 para complementar rankings de nações Test "no ICC ODI Campeonato. O ICC utilizados os resultados de 2005 ICC Trophy e Divisão WCQS 2 a concorrência (ou seja, os mecanismos de qualificação primária para a Copa do Mundo de 2007) para classificar as nações.
Estas classificações foram utilizadas para a semente da primeira etapa do campeonato mundial Mundo de Críquete. Equipes classificadas foram colocados em 11-16 Divisão 1, 17-20 equipes foram colocadas em Divisão 2, 21-24 equipes foram colocadas em Divisão 3, as equipes restantes foram colocados em divisões superiores das respectivas eliminatórias regionais.
A partir de 19 de abril 2009 os seis sócios / filiados ganhou um status dias. Quênia e na Irlanda, ambos qualificados para aparecer na tabela de classificação principal, no Quênia a partir do seu actual estatuto e da Irlanda, para as suas duas vitórias na Copa do Mundo de 2007.
Afeganistão, Canadá, Holanda, Escócia e permanecem sobre O ranking secundário. Em Maio de 2009, o ICC adicionou uma tabela de classificação para todos os associados e membros afiliados. Este documento continha globais e regionais colocações e pode ser visto abaixo:
| Classificação | País                   | Classificação Regional                              |
| ------------- | ---------------------- | --------------------------------------------------- |
| 11            | Irlanda                | Europe No.1 Associate/Affiliate member              |
| 12            | Países Baixos          | Europe 2                                            |
| 13            | Quênia                 | Africa No. 1 Associate/Affiliate member             |
| 14            | Afeganistão            | Asia No. 1 Associate/Affiliate member               |
| 15            | Canadá                 | Americas No.1 Associate/Affiliate member            |
| 16            | Escócia                | Europe 3                                            |
| 17            | Emirados Árabes Unidos | Asia 2                                              |
| 18            | Namíbia                | Africa 2                                            |
| 19            | Bermudas               | Americas 2                                          |
| 20            | Uganda                 | Africa 3                                            |
| 21            | Omã                    | Asia 3                                              |
| 22            | Dinamarca              | Europe 4                                            |
| 23            | Papua-Nova Guiné       | East Asia - Pacific No.1 Associate/Affiliate member |
| 24            | Hong Kong              | Asia 4                                              |
| 25            | Ilhas Caimã            | Americas 3                                          |
| 26            | Argentina              | Americas 4                                          |
| 27            | Itália                 | Europe 5                                            |
| 28            | Tanzânia               | Africa 4                                            |
| 29            | Fiji                   | EAP 2                                               |
| 30            | Jersey                 | Europe 6                                            |
| 31            | Nepal                  | Asia 5                                              |
| 32            | Estados Unidos         | Americas 5                                          |
| 33            | Singapura              | Asia 6                                              |
| 34            | Bahrein                | Asia 7                                              |
| 35            | Guernsey               | Europe 7                                            |
| 36            | Malásia                | Asia 8                                              |
| 37            | Botswana               | Africa 5                                            |
| 38            | Noruega                | Europe 8                                            |
| 39            | Nigéria                | Africa 6                                            |
| 40            | Japão                  | EAP 3                                               |
| 41            | Kuwait                 | Asia 9                                              |
| 42            | Alemanha               | Europa 9                                            |
| 43            | Vanuatu                | EAP 4                                               |
| 44            | Zâmbia                 | Africa 7                                            |
| 45            | Suriname               | Americas 6                                          |
| 46            | Gibraltar              | Europa 10                                           |
| 47            | Butão                  | Asia 10                                             |
| 48            | Bahamas                | Americas7                                           |

- O Ranking foi atualizado devido a disputa do World Cricket League divisão 8, competição essa vencida pelo Kuwait.

## Ranking Regional

### Regional rankings
| Africa             | Americas            | Asia              | East-Asia Pacific  | Europe              |
| ------------------ | ------------------- | ----------------- | ------------------ | ------------------- |
| 8 - Ghana          | 8 - Panamá          | 11 - Maldives     | 5 - Samoa          | 11 - France         |
| 9 - Swaziland      | 9 - Turcos & Caicos | 12 - Saudi Arabia | 6 - Cook Islands   | 12 - Israel         |
| 10 - Sierra Leone  | 10 - Brasil         | 13 - Qatar        | 7 - Tonga          | 13 - Croatia        |
| 11 - Mozambique    | 11 - Belize         | 14 - Thailandia   | 8 - Indonesia      | 14 - Isle of Man    |
| 12 - Malawi        | 12 - Chile          | 15 - Iran         | 9-10 - Filipinas   | 15 - Spain          |
| 13 - Rwanda        | 13 - Peru           | 16 - China        | 9-10 - South Korea | 16 - Belgium        |
| 14 - Gambia        | 14 - Mexico         | 17 - Brunei       |                    | 17 - Portugal       |
| 15 - Lesotho       | 15 - Ilhas Malvinas | 18 - Myanmar      |                    | 18 - Chipre         |
| 16 - Morocco       | 16 - Costa Rica     |                   |                    | 19 - Malta          |
| 17-20 - Cameroon   | 17 - Cuba           |                   |                    | 20 - Switzerland    |
| 17-20 - Mali       |                     |                   |                    | 21 - Austria        |
| 17-20 - Seychelles |                     |                   |                    | 22 - Luxembourg     |
| 17-20 - St. Helena |                     |                   |                    | 23 - Finland        |
|                    |                     |                   |                    | 24 - Greece         |
|                    |                     |                   |                    | 25 - Slovenia       |
|                    |                     |                   |                    | 26 - Sweden         |
|                    |                     |                   |                    | 27 - Czech Republic |
|                    |                     |                   |                    | 28 - Bulgaria       |
|                    |                     |                   |                    | 29 - Estonia        |
|                    |                     |                   |                    | 30 - Turkey         |